# David Taylor Model Basin

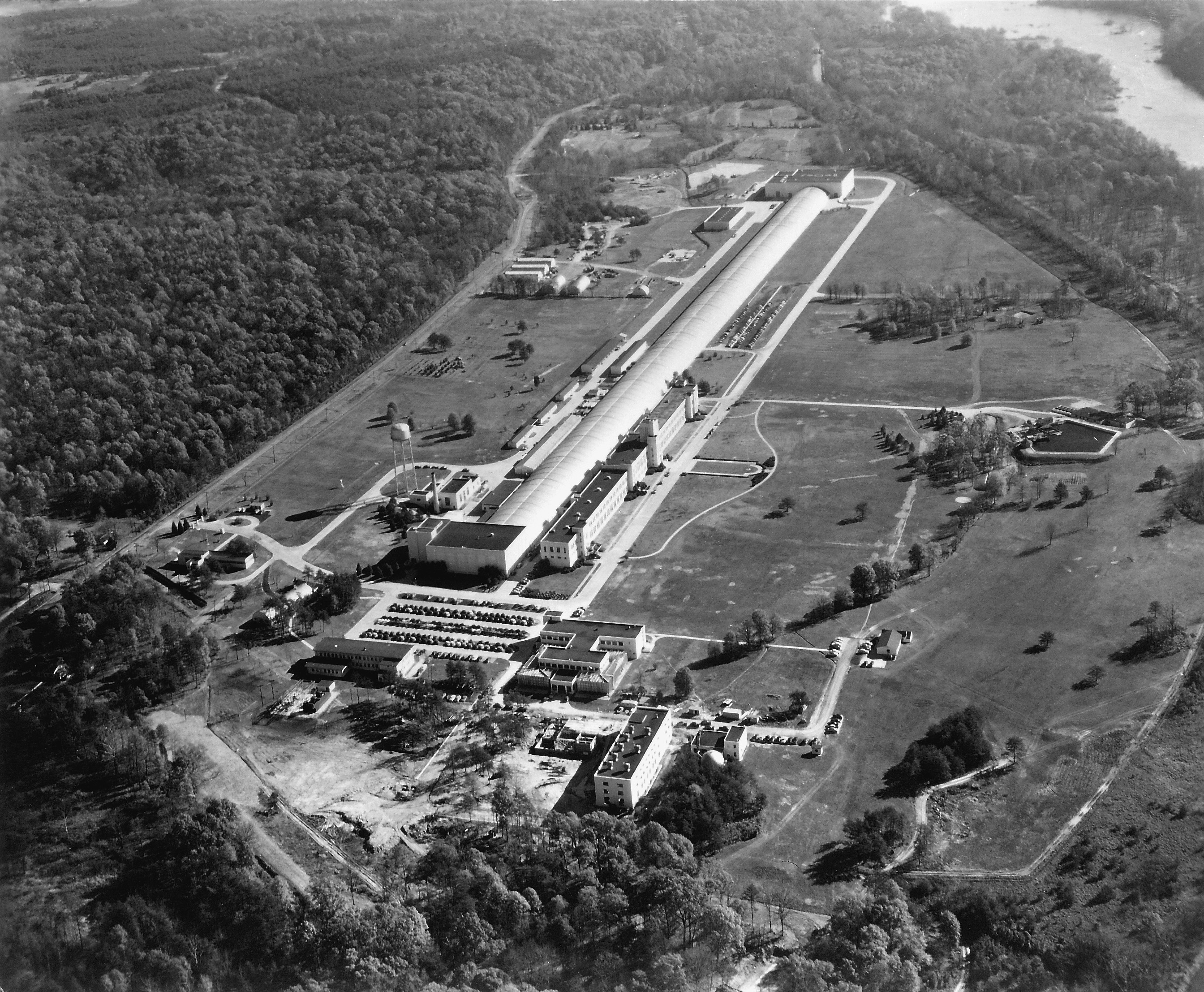
David Taylor Model Basin około roku 1946

David Taylor Model Basin – amerykańskie centrum testowe, naukowo-badawcze i konstrukcyjne marynarki wojennej Stanów Zjednoczonych w Bethesda w stanie Maryland. Właścicielem David Taylor Model Basin jest najwyższe dowództwo techniczne US Navy: Dowództwo Systemów Morskich US Navy (Naval Sea Systems Command – NAVSEA), zarządza zaś instytutem zajmujący się akustyką okrętów, technologiami stealth oraz hydrodynamiką Carderock Division of the Naval Surface Warfare Center. Kompleks należy do największych na świecie instalacji badawczych i testowych zajmujących się kwestiami fizyki środowiska wodnego oraz konstrukcyjnymi okrętów i niektórych rodzajów uzbrojenia. Kompleks David Taylor Model Basin stanowi m.in. budynek o długości 3200 stóp (975 metrów) mieszczący między innymi trzy niezależne baseny – centra testowe: Basen Wód Płytkich, Basen Wód Głębokich oraz Basen Wysokich Prędkości, przy czym dwa ostatnie baseny wyposażone są m.in. w urządzenia zdolne do generacji zarówno stałych jak i nieregularnych fal wodnych. Baseny centrum wykorzystywane są do przeprowadzania szerokiego wachlarza badań i testów hydrodynamicznych, obejmujących zagadnienia związane m.in. z oporem, stabilnością statyczną w spokojnych wodach, charakterystykami napędu strumieniowego, ruchem pionowym i poziomym w wodzie, siłami hydrodynamicznymi oddziaływającymi na ciała zanurzone w wodzie i wiele innych. Dodatkowo, Basen Wysokich Prędkości wykorzystywany jest do pomiarów sił hydrodynamicznych powstających w ruchu wodolotów, ślizgaczy i innych szybkich jednostek operujących w wodach spokojnych lub falujących. Poziom wody w Basenie Wód Płytkich może być regulowany w zależności od potrzeby symulowania warunków panujących na rzekach, kanałach i innych zamkniętych bądź ograniczonych środowiskach wodnych.